# Mieczysław Tyczka
Mieczysław Walery Tyczka (ur. 13 kwietnia 1925 w Witkowie, zm. 9 grudnia 2010 w Murowanej Goślinie) – polski prawnik, profesor nauk prawnych, prezes Trybunału Konstytucyjnego w latach 1989–1993.

## Życiorys
Syn Szczepana i Marii. W 1950 ukończył studia na Wydziale Prawno-Ekonomicznym Uniwersytetu im. Adama Mickiewicza w Poznaniu. Stopień naukowy doktora nauk prawnych uzyskał w 1961, a doktora habilitowanego w 1966. Tytuł profesora nadzwyczajnego otrzymał w 1976, a profesora zwyczajnego w 1992.
W latach 1953–1961 pracował w Okręgowej Komisji Arbitrażowej w Poznaniu, jako referendarz, arbiter, wiceprezes. Po uzyskaniu w 1961 stopnia naukowego doktora, rozpoczął pracę jako nauczyciel akademicki Uniwersytetu im. Adama Mickiewicza w Poznaniu, od 1974 jako profesor. Uczestnik prac Centrum Obywatelskich Inicjatyw Ustawodawczych Solidarności. Pozostawał jednocześnie działaczem Stronnictwa Demokratycznego.
W latach 1989–1994 sędzia Trybunału Konstytucyjnego, a w latach 1989–1993 jego prezes. Z funkcji tych zrezygnował przed zakończeniem kadencji. Autor wielu publikacji naukowych z zakresu postępowania cywilnego.
Zmarł 9 grudnia 2010. Uroczystości pogrzebowe odbyły się 17 grudnia 2010 na Cmentarzu na Junikowie.